# Cunnersdorf (Bannewitz)
Cunnersdorf ist ein Ortsteil der sächsischen Gemeinde Bannewitz im Landkreis Sächsische Schweiz-Osterzgebirge.

## Geografie
Der Ort liegt nördlich des Hauptortes und südlich von Dresden. Im Westen liegt die Große Kreisstadt Freital.

### Nachbarorte
| Coschütz/Gittersee    | Coschütz/Gittersee                          | Kaitz     |
| Freital-Burgk         | Kompassrose, die auf Nachbargemeinden zeigt | Bannewitz |
| Freital-Kleinnaundorf | Bannewitz                                   | Bannewitz |

## Geschichte
Gegründet wurde der Ort um 1140. Cunnersdorf wurde erstmals im Jahre 1299 als Cunratesdorf (Dorf eines Conrad) urkundlich erwähnt. Das Rittergut des Oberkammerherrn Heinrich von Taube wird 1650 genannt. Eine Schule im Ort ist schon 1861 nachgewiesen. 1908 wird eine Turnhalle gebaut. Ein Sportplatz wird zwischen 1929 und 1932 angelegt.
Um die Gemeinde von anderen Orten gleichen Namens abzugrenzen, trug sie den Namen Cunnersdorf bei Kaitz.
Nach der Eingemeindung am 1. Juli 1950 erhielt das Dorf im Jahr 2000 des Status eines Ortsteiles.

### Regelmäßige Veranstaltungen
- Feuerwehrfest Anfang Mai
- Tannenbaumfest Anfang Dezember
- Frühjahrspflanzaktion
- Herbstpflanzaktion

## Sonstiges
- Durch den Ort führte die 1993 stillgelegte Windbergbahn.
- Ortsvorsteher ist Rudolf Drabek.
- Die Liste der Kulturdenkmale in Cunnersdorf enthält sechs denkmalgeschützte Bauwerke.
- Auf der Gemarkungsgebiet von Cunnersdorf wurde 1958 ein in die Zeit zwischen 2000 und 1600 v. Chr. datiertes Depot gefunden.